# La smagliatura
La smagliatura (Der dritte grad) è un film del 1975 diretto da Peter Fleischmann.
Il soggetto è tratto dal romanzo Lo sbaglio di Antonis Samarakis.

## Trama
In Grecia, sotto la dittatura dei colonnelli, un uomo è arrestato con motivazioni poco chiare e tradotto alla capitale da due agenti. Uno dei poliziotti appare il più umano, ma alla fine, preso nella logica del potere, si dimostrerà ancora più inflessibile del collega.